# Птеростигма

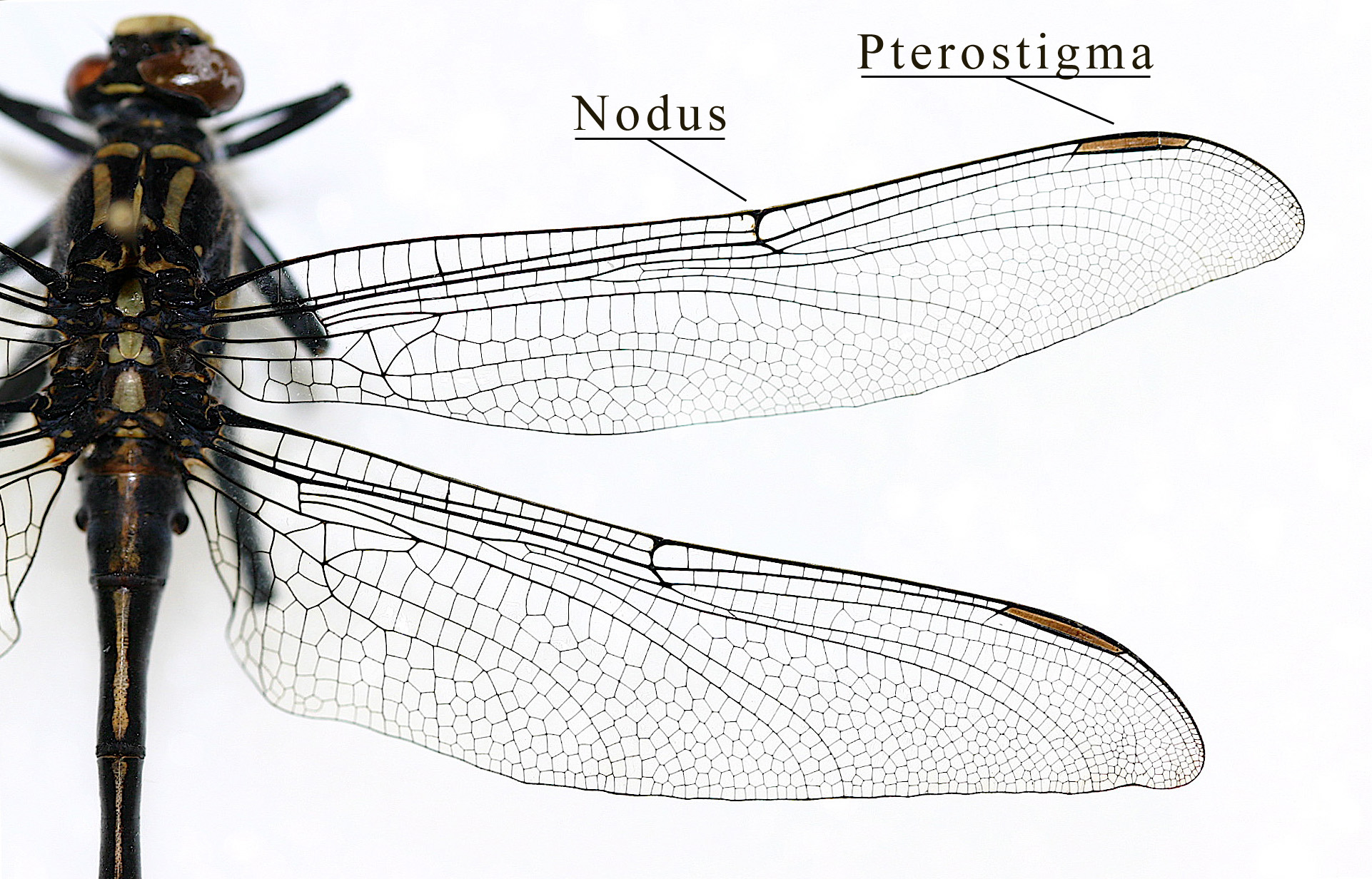
Крыло стрекозы семейства Gomphidae, демонстрирующее птеростигму

Птеростигма (крыловой глазок) — кутикулярное утолщение у передней кромки крыла насекомых, расположенное ближе к его вершине. Состоит из утолщённых (иногда дополнительно пигментированных) жилок и ячеек и внешне выглядит как плотный тёмноокрашенный участок края крыла.

## Встречаемость
Характерна для многих крылатых насекомых, но особенно хорошо заметна у представителей таких отрядов, как стрекозы, перепончатокрылые (осы, пчёлы, муравьи, пилильщики), сетчатокрылые и другие.

## Функции
- увеличивает амплитуду размаха крыла за счёт утяжеления его вершины
- возможно, укрепляет переднюю кромку крыла

Ранее неоднократно высказывалось предположение, что птеростигма может гасить вредные колебания (флаттер) крыла, якобы возникающие при высокоскоростном полёте. Подобные антифлаттерные конструкции используются в авиации, однако у насекомых флаттер, по-видимому, не наблюдается.